# Peter Jackson
Peter Robert Jackson (ur. 31 października 1961 w Pukerua Bay) – nowozelandzki reżyser, scenarzysta i producent filmowy.

## Życiorys
Peter Jackson swoje pierwsze filmy zaczął robić już w wieku 8 lat, gdy rodzice kupili mu kamerę Super-8. Wtedy też zobaczył po raz pierwszy King Konga, film który zainspirował go do podjęcia kariery reżyserskiej i którego ponowne nakręcenie stało się marzeniem jego życia.
Pierwszymi filmami Jacksona były między innymi: Dwarf Patrol, World War II, The Valley, Coldfinger, Curse of the Gravewalker i Roast of the Day, który przekształcił się w Zły smak.
Miłość do horroru przerodziła się następnie w słynną Martwicę mózgu i dziwaczny, pokręcony komediomusical Przedstawiamy Feeblesów, nazwany przez krytyków „muppetami na kwasie” („Muppets on acid”). Kolejnymi projektami były Niebiańskie stworzenia (Srebrny Lew na Festiwalu Filmowym w Wenecji i nominacja do Oscara) oraz Przerażacze.
Peter Jackson znany jest przede wszystkim jako reżyser adaptacji słynnej powieści Tolkiena. Jego filmowa adaptacja Władcy Pierścieni (ang. The Lord of the Rings), otrzymała łącznie siedemnaście Oscarów.
Kolejne części tego trzytomowego eposu ukazały się w kinach, w około rocznych odstępach, w 2001, 2002 i 2003 roku, bijąc rekordy oglądalności. W 2001 roku (w Polsce w lutym 2002) na ekrany wszedł wyreżyserowany przez Petera Jacksona film Władca Pierścieni: Drużyna Pierścienia. Kolejna część – Władca Pierścieni: Dwie wieże – ukazała się w 2002 (w Polsce w styczniu 2003). Ostatnia – Władca Pierścieni: Powrót króla – weszła na ekrany 16 grudnia 2003 (w Polsce 1 stycznia 2004).
W 2005 weszła na ekrany inna superprodukcja Jacksona – remake filmu King Kong, który kosztował ponad 200 milionów dolarów.
Kariera Petera Jacksona nierozerwalnie związana jest z Fran Walsh, z którą pisze scenariusze do wszystkich swoich filmów i mieszka wraz z nią i dwójką dzieci w Seatoun (obrzeża Wellington, Nowa Zelandia).

## Filmografia

### Reżyseria
- 1976: The Valley (film krótkometrażowy)
- 1987: Zły smak (Bad Taste)
- 1989: Przedstawiamy Feeblesów (Meet the Feebles)
- 1992: Martwica mózgu (Braindead)
- 1994: Niebiańskie stworzenia (Heavenly Creatures)
- 1995: Forgotten Silver
- 1996: Przerażacze (The Frighteners)
- 2001: Władca Pierścieni: Drużyna Pierścienia (The Lord of the Rings: The Fellowship of the Ring)
- 2002: Władca Pierścieni: Dwie wieże (The Lord of the Rings: The Two Towers)
- 2003: Władca Pierścieni: Powrót króla (The Lord of the Rings: The Return of the King)
- 2005: Zasadzka pająka (The Lost Spider Pit Sequence) (film krótkometrażowy)
- 2005: King Kong
- 2008: Crossing the Line (film krótkometrażowy)
- 2009: Nostalgia anioła (The Lovely Bones)
- 2012: Hobbit: Niezwykła podróż (The Hobbit: An Unexpected Journey)
- 2013: Hobbit: Pustkowie Smauga (The Hobbit: The Desolation of Smaug)
- 2014: Hobbit: Bitwa Pięciu Armii (The Hobbit: The Battle of the Five Armies)
- 2018: I młodzi pozostaną (They Shall Not Grow Old)

### Scenariusz
- 1987: Zły smak (Bad Taste)
- 1989: Przedstawiamy Feeblesów (Meet the Feebles)
- 1992: Martwica mózgu (Braindead)
- 1994: Jack Brown Genius
- 1994: Niebiańskie stworzenia (Heavenly Creatures)
- 1995: Forgotten Silver
- 1996: Przerażacze (The Frighteners)
- 2001: Władca Pierścieni: Drużyna Pierścienia (The Lord of the Rings: The Fellowship of the Ring)
- 2002: Władca Pierścieni: Dwie wieże (The Lord of the Rings: The Two Towers)
- 2003: Władca Pierścieni: Powrót króla (The Lord of the Rings: The Return of the King)
- 2005: King Kong
- 2008: Crossing the Line (film krótkometrażowy)
- 2009: Nostalgia anioła (The Lovely Bones)
- 2012: Hobbit: Niezwykła podróż (The Hobbit: An Unexpected Journey)
- 2013: Hobbit: Pustkowie Smauga (The Hobbit: The Desolation of Smaug)
- 2014: Hobbit: Bitwa Pięciu Armii (The Hobbit: The Battle of the Five Armies)

### Produkcja
- 1987: Zły smak (Bad Taste)
- 1989: Przedstawiamy Feeblesów (Meet the Feebles)
- 1992: Valley of the Stereos (film krótkometrażowy)
- 1994: Jack Brown Genius
- 1994: Niebiańskie stworzenia (Heavenly Creatures)
- 1995: Forgotten Silver
- 1996: Przerażacze (The Frighteners)
- 2001: Władca Pierścieni: Drużyna Pierścienia (The Lord of the Rings: The Fellowship of the Ring)
- 2002: Władca Pierścieni: Dwie wieże (The Lord of the Rings: The Two Towers)
- 2003: Krótko rzecz ujmując (The Long and Short of It) (film krótkometrażowy)
- 2003: Władca Pierścieni: Powrót króla (The Lord of the Rings: The Return of the King)
- 2005: RKO Production 601: Jak kręcono „King Konga. Ósmy cud świata” (RKO Production 601: The Making of 'Kong, the Eighth Wonder of the World)
- 2005: King Kong
- 2009: Dystrykt 9 (District 9)
- 2009: Nostalgia anioła (The Lovely Bones)
- 2012: Hobbit: Niezwykła podróż (The Hobbit: An Unexpected Journey)
- 2013: Hobbit: Pustkowie Smauga (The Hobbit: The Desolation of Smaug)
- 2014: Hobbit: Bitwa Pięciu Armii (The Hobbit: The Battle of the Five Armies)
- 2018: I młodzi pozostaną (They Shall Not Grow Old)

## Odznaczenia
- Członek Orderu Nowej Zelandii (2012)[1]
- Nowozelandzki Order Zasługi II klasy (2010)[2]
- Nowozelandzki Order Zasługi III klasy (2001)[3]

## Nagrody
- Nagroda Akademii Filmowej
  - Najlepszy film: 2004 Władca Pierścieni: Powrót króla
  - Najlepszy reżyser: 2004 Władca Pierścieni: Powrót króla
  - Najlepszy scenariusz adaptowany: 2004 Władca Pierścieni: Powrót króla
- Złoty Glob Najlepszy reżyser: 2004 Władca Pierścieni: Powrót króla
- Nagroda BAFTA
  - Najlepszy film: 2002 Władca Pierścieni: Drużyna Pierścienia
  - Najlepszy reżyser: 2002 Władca Pierścieni: Drużyna Pierścienia
  - Najlepszy film: 2004 Władca Pierścieni: Powrót króla
  - Najlepszy scenariusz adaptowany: 2004 Władca Pierścieni: Powrót króla
- Nagroda na MFF w Wenecji Srebrny Lew: 1994 Niebiańskie stworzenia